# Gonçalo Garcia
Gonçalo Garcia (fl. XII-XIII secolo) è stato un trovatore portoghese, attivo intorno al 1245, figlio di Garcia Mendiz de Eixo.
È autore di una cantiga de escarnio sul rapimento di Maria Rodrigues Codorniz, familiare di don Rodrigo Sanches, figlio naturale di Sancho I.